# Libertà della Poesia
La Libertà della Poesia è una scultura marmorea di Pio Fedi, eseguita tra il 1870 e il 1883 e facente parte del monumento funebre a Giovan Battista Niccolini nella basilica di Santa Croce.
Fu probabilmente la fonte di ispirazione più vicina alla celeberrima Statua della Libertà di Auguste Bartholdi.

## Storia
La creazione di un monumento funebre a Niccolini in Santa Croce entrò in una fase esecutiva solo nel 1870, a quasi dieci anni dalla morte del poeta (1861), incaricando lo scultore Fedi, reduce dal grande successo del Ratto di Polissena, di ideare un'allegoria della Poesia, il cui bozzetto in gesso fu completato nel 1871. Per arrivare all'inaugurazione del monumento si dovette aspettare ancora diversi anni, fino al 1883.
Una fonte di ispirazione fu probabilmente la Legge Nuova di Camillo Pacetti al Duomo di Milano (1810).
Gli studi preparatori per l'opera fiorentina (e forse pure quella milanese) furono probabilmente visti da Viollet Le Duc, architetto e scultore che più volte visitò l'Italia in quel periodo. Egli, col suo allievo Auguste Bartholdi, costruì a partire dai primi bozzetti, proprio nel 1870, lo scheletro per la scultura monumentale della Statua della Libertà, che la Francia donò agli Stati Uniti nel 1889 e che oggi è tra i simboli più noti di New York e del "mondo libero".

## Descrizione e stile
Accanto a un cippo con ritratto del poeta di profilo entro un medaglione, si erge la figura all'antica della Poesia, essere femminile drappeggiato, indossante una corona di raggi e con il braccio destro sollevato, che tiene una catena spezzata. La mano sinistra, abbassata, tiene invece una ghirlanda di alloro, allusione all'incoronazione poetica. Tali similitudini formali con la statua newyorkese ne fanno sospettare una possibile derivazione, seppure con esiti formali diversi.